# Clemens von Oertzen
Clemens Constantin Henning von Oertzen (* 1853 in Muckrow bei Spremberg; † 1919 in der Nervenheilanstalt Gehlsheim in Gehlsdorf bei Rostock) war ein Art-brut-Künstler, der in der Zeit des Deutschen Bundes und des Deutschen Kaiserreiches lebte. Er war einer der „schizophrenen Meister“, die Hans Prinzhorn unter dem Pseudonym Viktor Orth in seinem Werk Bildnerei der Geisteskranken porträtierte.

## Leben
Clemens Oertzen war Spross der Adelsfamilie Oertzen. Als Seekadett lernte er auf einem Segelschiff und fiel einmal von der Rah auf Deck. Er war Seeoffizier auf einem Schulschiff und kam damit bis Westindien. Als Seeoffizier nahm er auch am Russisch-Osmanischer Krieg (1877–1878) teil. 
Ab 1878 wurde er von Paranoia geplagt, weil er glaubte, vergiftet worden zu sein. Vor allem Angehörige standen unter seinem Verdacht. 1880 flüchtete er vom Schiff und unternahm mit einem Schuss in die Seite einen Suizidversuch. Daraufhin wurde er als geisteskrank pensioniert und in einer Anstalt untergebracht. 
Seine Familie nahm ihn später auf, lieferte ihn 1883 aber in die Anstalt Sorau bei Brandenburg ein. 1891 wurde er in die Anstalt Pirna und 1902 in die Anstalt Gehlsheim bei Rostock verlegt, wo er bis zu seinem Lebensende blieb. 
Er hielt sich anfangs für den König von Sachsen, den Herzog von Luxemburg oder den König von Polen. Dies hatte auch arrogantes Verhalten gegenüber Kontaktpersonen zur Folge. Er akzeptierte nur den Anstaltsdirektor oder den zweiten Arzt als Gesprächspartner. 
Später kapselte er sich zunehmend von der Welt ab, brütete vor sich hin, führte Selbstgespräche und lag oft auf dem Boden. Das Anstaltspersonal konnte Orth nur schwer dazu bringen, zu essen oder sich und seinen Lebensbereich sauber zu halten.

## Künstlerische Bewertung
Ab 1900 malte er zwanghaft, benutzte Pflanzensäfte, wenn er keine Farbe hatte, und malte auf Wänden, wenn diese die einzig verfügbaren Flächen waren. Er nutzte Ziegelsteine für Zeichnungen auf den Gartenmauern.
Prinzhorn teilte Orths Bilder thematisch in Seestücke, Figuren, katatonische Zeichnungen und Geister ein. In den Seestücken tauchen wiederholt Dreimaster auf. Dabei variierte er Landschaftsbilder bis hin zu abstrakten Kompositionen mehr oder weniger deutlich mit einem oder mehreren Schiffen. Auch bei den Figurenbildern steht die farbliche Komposition häufig vor dem Ausdifferenzieren von Figuren. In den sogenannten katatonischen Bildern werden Schiffe, Figuren, Tiere und Gegenstände gemischt. Bei den Geisterbildern stehen die Figuren im Vordergrund, denen Prinzhorn einen halluzinatorischen Charakter zuschreibt.

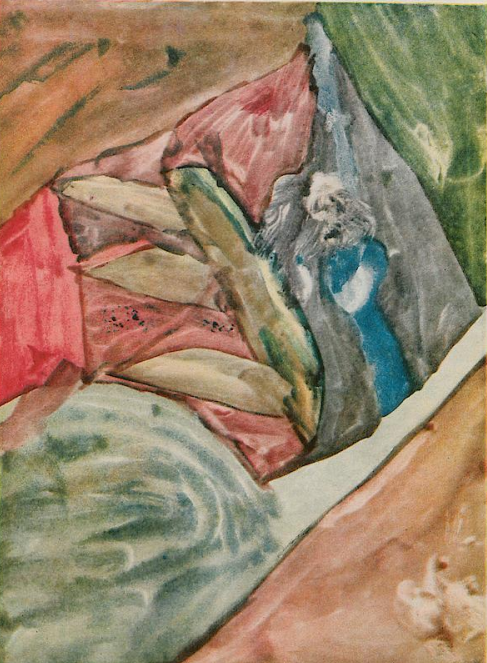
Dreimaster abends auf See (1922)
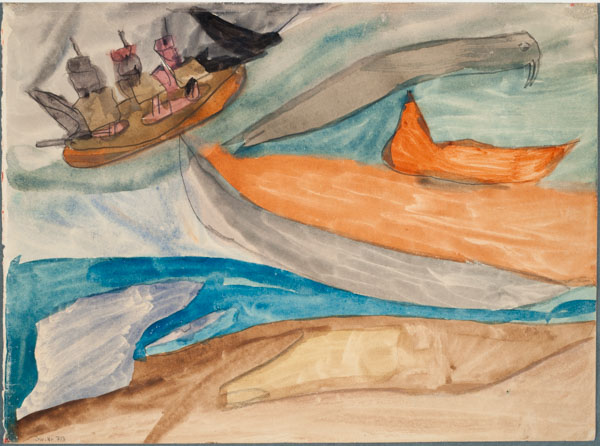
ohne Titel (Seestück mit Dreimaster und Seelöwen), zw. 1900 und 1919
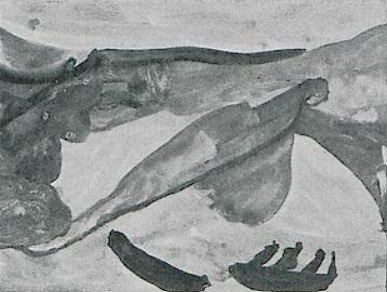
Landschaft (1922)
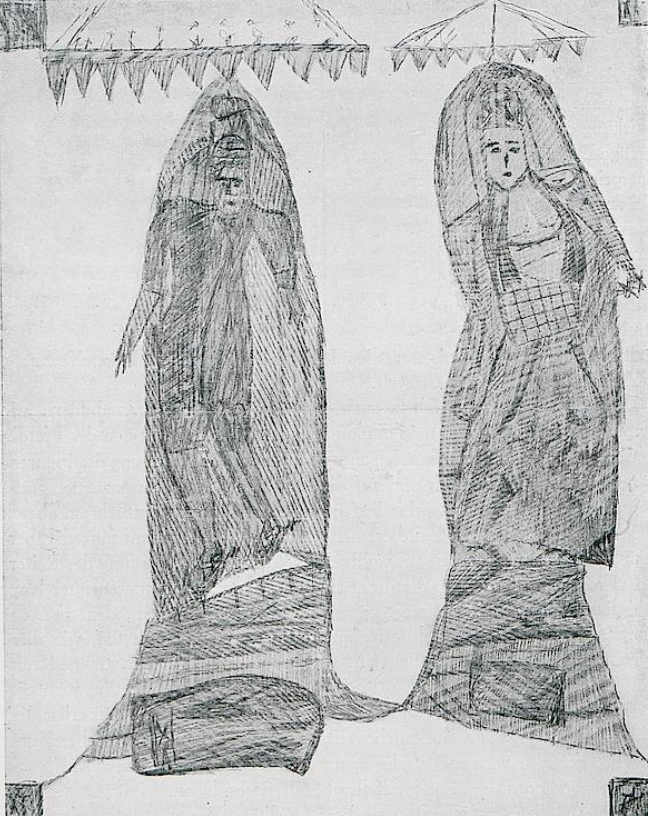
Zwei Figuren (1922)
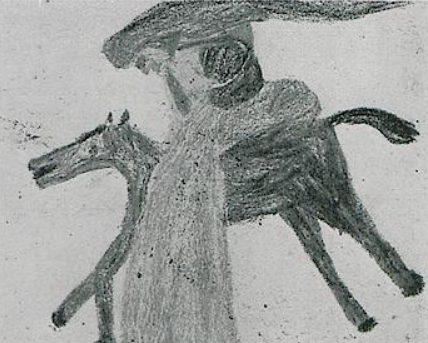
Entführung (1922)

Oertzen war offensichtlich sehr auf die Einheit des Bildes bedacht war, jedoch sind seine einzelnen Pinselstriche ohne die Präzision, die viele schizophrene Werke kennzeichnet. Prinzhorn bewertete Oertzens Werken wie folgt: „Starke Spannung zwischen ausdrucksvollem Motiv und strenger Form – diese zweifellos künstlerische Qualität müssen wir Orth zuerkennen“.
Im April 1922 besuchte Alfred Kubin die Sammlung Prinzhorn, wobei er über Oertzens Bilder äußerte: „Von einem Seeoffizier mit geradezu auffallend koloristischem Geschmack, etwas formlose Komposition in den duftigsten, raffiniertesten Tönen gehalten, Wasser und Lüfte, darin schwarze Schiffe etc., Expressionist aus den 80er Jahren.“
Am 11. und 12. September 1950 besuchte Jean Dubuffet die Sammlung Prinzhorn, sah sich zahlreiche Werke an und erstellte eine Liste darüber. Unter „Fall 50“ wird Oertzen als Viktor Orth mit Aquarellen und Farbstiftzeichnungen aufgeführt. Eine Bewertung hat Dubuffet dabei nicht abgegeben.
2003 besuchte die russisch-amerikanische Künstlerin Julia Kuhl die Sammlung Prinzhorn und beschäftigte sich intensiv mit den Bildern Oertzens. Eine Reihe eigener Bilder entstanden als Antwort auf diese Auseinandersetzung.

## Werke
Oertzen schuf seine Werke in den Jahren zwischen 1900 und 1919. Eine genauere Datierung ist nicht dokumentiert.
Seestücke
- Landschaft, Aquarell[11]
- ohne Titel (Farbige Phantasie), Aquarell[11]
- Pharao, Bleistift und Wasserfarben[10]
- ohne Titel (Badende), Bleistift und Wasserfarben[10]
- Dreimaster abends auf See, Aquarell[12]

Figuren
- Frau am Tisch, Buntstift[13]
- Entführung, Buntstift[7]
- Zwei Figuren, Bleistift[14]

Geisterbilder
- Figuren-Kritzeleien, Bleistift[15]

## Ausstellungen
- 1929: „Exposition des artistes malades“, Galerie Max Bine. Oertzen war mit zwei Aquarelle vertreten.[16]
- 2009: „Surrealismus und Wahnsinn,“ Sammlung Prinzhorn, Heidelberg. Oertzen war mit zwei Aquarelle vertreten.[17]
- 2013: „Geistesfrische – Kubin und die Sammlung Prinzhorn,“ Landesgalerie Linz. Von Oertzen wurden drei „Seestücke“ gezeigt.[18]
- 2015: Gruppenausstellung „Dubuffets Liste“, Sammlung Prinzhorn, Heidelberg. Oertzen war mit den Werken „Landschaft“ und „Entführung“ vertreten.[19]